# Římskokatolická farnost Zálesí
Římskokatolická farnost Zálesí je územní společenství římských katolíků v rámci děkanátu Jeseník ostravsko-opavské diecéze.

## Historie
Farnost v Zálesí vznikla v roce 1785 vyfařením z farnosti Javorník (prvním duchovním správcem byl jmenován P. Paul Ignatz Hanke (Hancke) původem z Jánského Vrchu) a tehdy byl také vystavěn farní kostel svaté Barbory. Ten byl v roce 1989 na základě rozhodnutí MNV v Javorníku a se souhlasem tehdejšího statutárního zástupce farnosti zbořen.
Farnost je administrována ex currendo z Javorníka. Plánuje se výstavba kaple na místě někdejšího kostela.

## Seznam kněží pocházejících z farnosti
- Franz Kristen (* 1842 Zálesí, čp. 77 - + 1894 Stará Červená Voda)
- Stephan Gottwald (* 1898 Zálesí, čp. 33 - ?) - na základě rozhodnutí vratislavského arcibiskupa Msgre ThDr. et JUDr. Adolfa kardinála Bertrama byl suspendován a zbaven všech funkcí